# Base de données ADN du Royaume-Uni

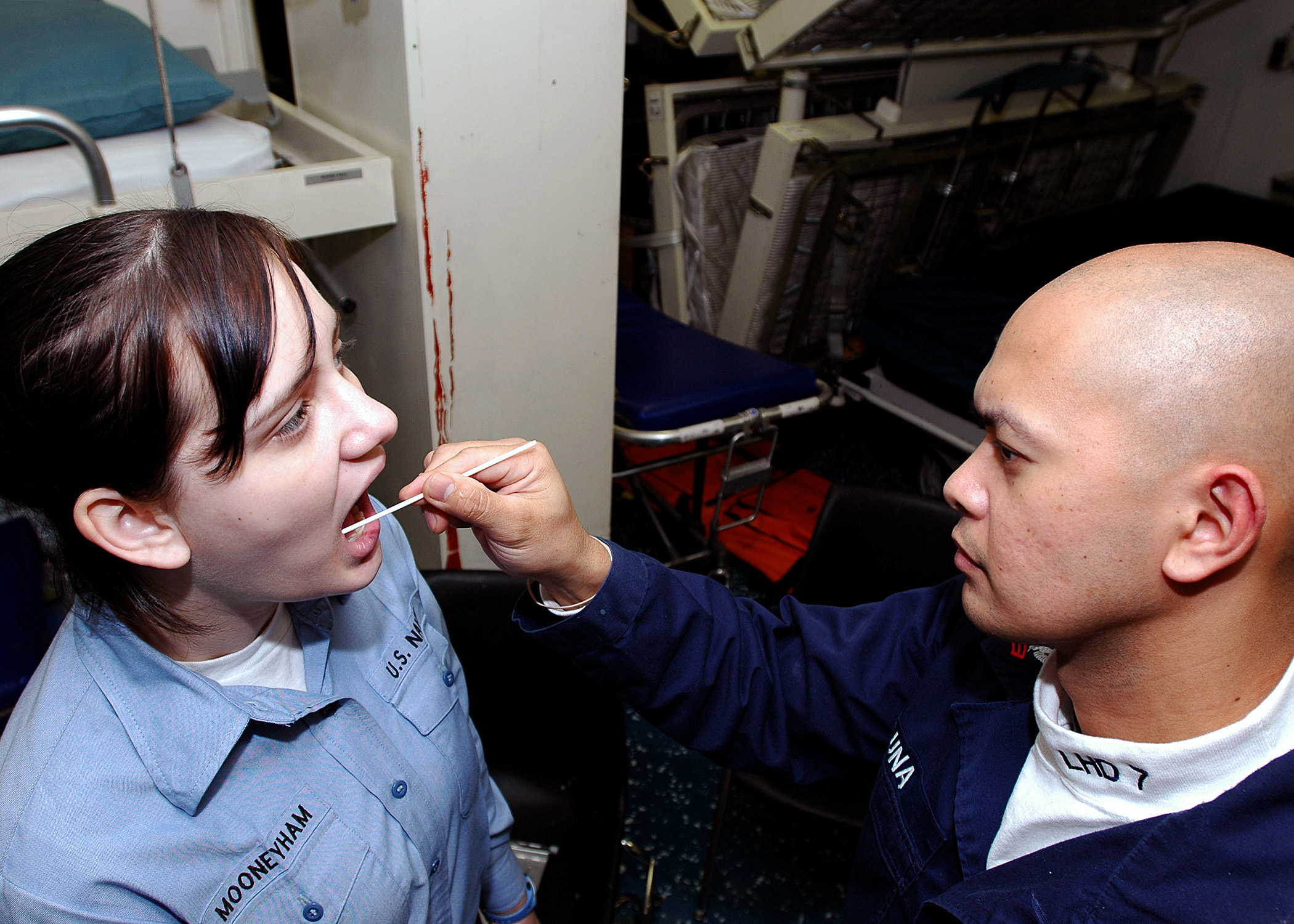
Test pcr pour établir une base de données sur l’ADN

La Base de données ADN du Royaume-Uni était à la fin 2006 le plus important fichier d'échantillons ADN au monde. Les échantillons collectés sont issus aussi bien des scènes de crimes que des suspects. La technique de prélèvements utilisée a été inventée par le généticien Alec Jeffreys.

## Histoire
Créé en avril 1985, il est géré par le Forensic Science Service (en) (FSS) et sa base de données comptait en juin 2006 plus de 3 millions de personnes.

## Volume
En novembre 2009, ce fichier contenait 4,8 millions de profils environ.